# Caccobius himalayanus
Caccobius himalayanus là một loài bọ cánh cứng trong họ Bọ hung (Scarabaeidae).